# Volkskommissariat für Nahrungsmittelindustrie
Das Volkskommissariat für Nahrungsmittelindustrie der UdSSR (russisch Народный комиссариат пищевой промышленности СССР; Transkription: Narodny komissariat pischtschewoi promyschlennosti SSSR; kurz: Narkompischtscheprom; russ. Наркомпищепром) war ein staatliches Organ der Sowjetunion, das die Nahrungsmittelproduktion kontrollierte und leitete.

## Geschichte
Das Volkskommissariat für Nahrungsmittelindustrie wurde am 29. Juli 1934 auf Stalins Vorschlag hin gegründet. Es entstand durch Aufspaltung des Volkskommissariats für Versorgung der UdSSR in zwei selbständige Volkskommissariate: das Volkskommissariat für Binnenhandel der UdSSR und das Volkskommissariat für Nahrungsmittelindustrie der UdSSR.
Dem Volkskommissariat für Nahrungsmittelindustrie wurde 1936 ebenfalls die gesamte Weinproduktion der Sowjetunion unterstellt. Das Volkskommissariat wurde 1946 in das Ministerium für Nahrungsmittelindustrie der UdSSR umgewandelt.

## Leitung
Die Volkskommissare für Nahrungsmittelindustrie waren:
- Anastas Mikojan (* 1895; † 1978), 1934–1938,
- Abram Gilinski (russ. Абрам Лазаревич Гилинский) (* 1897; † 1939), 1938,
- Iwan Kabanow (russ. Иван Григорьевич Кабанов) (* 1898; † 1972), 1938–1939,
- Wassili Sotow (russ. Василий Петрович Зотов) (* 1899; † 1977), 1939–1946

Stellvertreter (unter anderem):
- Mark Belenki (russ. Марк Натанович Беленький) (* 1891; † 1938), 1936–1937,
- Polina Schemtschuschina (* 1897; † 1970), 1937–1939,
- Wassili Sotow, 1938–1939,
- Nikolai Podgorny, 1940–1942,
- Iwan Siwolap (* 1909; † 1968), 1941–1946